# Alfred Domett
Alfred Domett (Camberwell, 20 maggio 1811 – Londra, 2 novembre 1887) è stato un poeta e politico neozelandese, primo ministro della Nuova Zelanda tra il 1862 e il 1863.

## Biografia
Nato in Inghilterra in una famiglia di armatori, frequentò l'università di Cambridge ma non conseguì la laurea abbandonando nel 1833. Nonostante tutto fu ammesso alla Middle Temple e praticò professioni nell'ambito legale.
Nel 1833 pubblicò due volumi di poesie e successivamente collaborò stabilmente con la rivista Blackwood's Magazine. Successivamente continuerà a pubblicare libri, tra cui i più celebri sono Ranolf and Amohia, a South Sea Day Dream (sulla vita dei maori). Nel 1842 emigrò in Nuova Zelanda e ricoprì diverse cariche amministrative (tra cui segretario coloniale) e politiche venendo eletto in parlamento nel 1855.
Nel 1862 divenne primo ministro, mantenendo l'incarico per circa un anno e mezzo.
Era prozio del poeta inglese Ernest Dowson.